# (3741) Rogerburns
(3741) Rogerburns es un asteroide perteneciente al cinturón de asteroides, descubierto el 2 de marzo de 1981 por Schelte John Bus desde el Observatorio de Siding Spring, Nueva Gales del Sur, Australia.

## Designación y nombre
Designado provisionalmente como 1981 EL19. Fue nombrado Rogerburns en honor al mineralogista estadounidense Roger George Burns.